# 風宮
風宮（かぜのみや）は、三重県伊勢市豊川町に存在する外宮（豊受大神宮）の境内別宮である。

## 概要

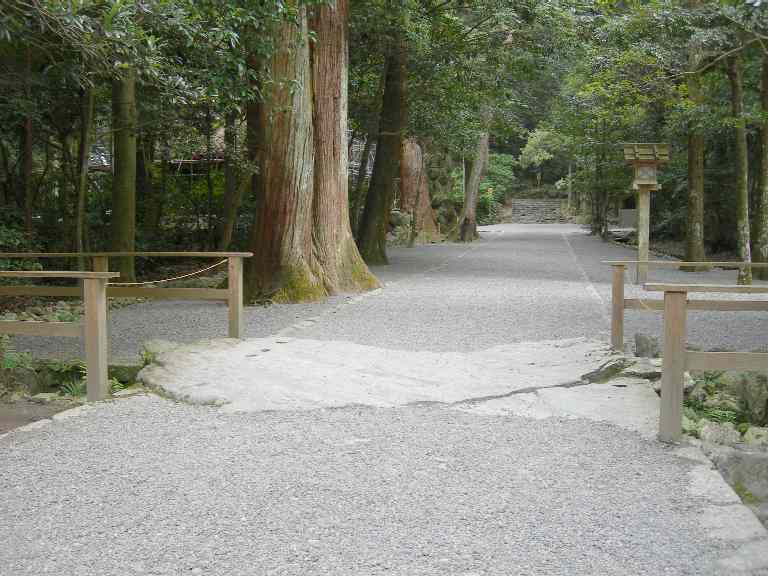
亀石

風宮は外宮正宮南方の檜尾山（ひのきおやま）の麓に位置する外宮の別宮である。祭神は内宮（皇大神宮）別宮の風日祈宮と同じ級長津彦命・級長戸辺命で、外宮正宮前の池の横の多賀宮への参道にある亀石を渡った左側に風宮がある。亀石は高倉山の天岩戸の入り口の岩を運んだと伝えられている。
別宮とは「わけみや」の意味で、正宮に次ぎ尊いとされる。外宮の別宮は風宮のほか境内に多賀宮（たかのみや）と土宮（つちのみや）、境外に月夜見宮（つきよみのみや）があるが、風宮が別宮となったのは1293年（正応6年）と最後であり、4別宮の中で第4位とされる。
古くは現在の末社格の風社（かぜのやしろ、風神社とも）であったが、1281年（弘安4年）の元寇の時に神風を起こし日本を守ったとして別宮に昇格した。

## 祭神
風宮の祭神は、風雨を司る神とされる級長津彦命と級長戸辺命（しなつひこのみこと、しなとべのみこと）である。本来は農耕に適した風雨をもたらす神であったが、元寇以降は日本の国難に際して日本を救う祈願の対象となった。

## 歴史
風宮の由緒は定かではないが、997年（長徳3年）の『長徳検録』に外宮所管の田社32前の4位の風社と記されたとの、度会家行による『類聚神祇本源』での引用が最古である。「田社」は現在の末社に相当し、現在の摂社以下の扱いであった。
風神社は末社相当であったが、祭神が農耕に都合のよい風雨をもたらす神であることから風日祈祭が行なわれ、神嘗祭では懸税（かけちから、稲穂）が供えられるなど重視された。
1281年（弘安4年）の元寇では朝廷より二条為氏大納言が勅使として神宮に派遣され、内宮の風神社と風社で祈祷を行なった。日本に押し寄せた元軍は退却し日本にとっての国難は去り、これを神風による勝利として1293年（正応6年）に風神社と風社は別宮に昇格され、風日祈宮と風宮となった。
江戸時代末期に欧米諸国が日本を訪れるようになり、1863年（文久3年）5月に朝廷は風日祈宮と風宮で攘夷の祈願を15日間行なった。
1876年（明治9年）の伊勢暴動の際には、月夜見宮近隣の町が炎上し、宮への類焼が懸念されたことから、月夜見宮の神体が一時的に風宮へ移された。

## 祭事
毎年5月14日と8月4日に風雨の順調と五穀の豊穣を祈る風日祈祭が行なわれる。

## 社殿
風宮の社殿は外宮に準じ外削ぎの千木と、5本で奇数の鰹木を持つ萱葺の神明造で南面している。遷宮のための古殿地は東西に隣接している。

## 交通
- 最寄駅：JR参宮線・近鉄伊勢市駅から徒歩約12分。
- 最寄バス停：三重交通外宮前バス停下車徒歩約5分。
- 最寄インターチェンジ：伊勢自動車道伊勢西インターチェンジから約2km。
- 駐車場：無料駐車場がある。

## 参考資料
- 金子延夫『玉城町史 二巻 －南伊勢の歴史と伝承－』三重県郷土資料叢書第91集、三重県郷土資料刊行会、昭和58年12月10日
- 桜井勝之進『伊勢神宮』学生社、昭和44年5月20日発行
- 桜井勝之進『伊勢の大神の宮』堀書店、昭和48年3月25日発行